# Liste des maires de Thionville
La liste des maires de Thionville présente la liste des maires de la commune française de Thionville, située dans le département de la Moselle en région Grand Est (Région Lorraine jusqu'en 2015).

## L'hôtel de ville

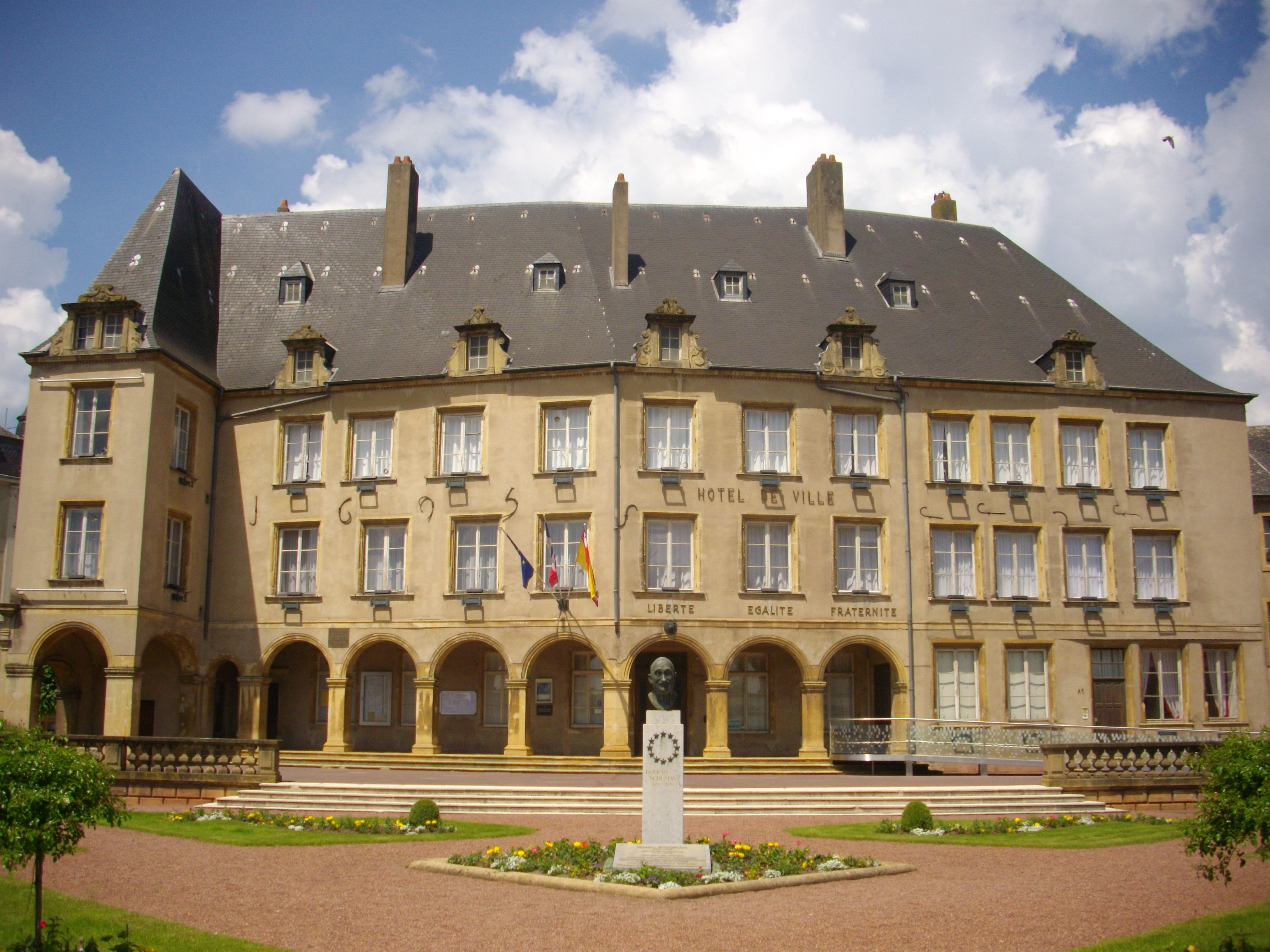
L'hôtel de ville de Thionville.

Depuis 1898, l'hôtel de ville est situé dans le « Couvent des Clarisses », ancien hospice municipal. Ce bâtiment a été construit entre 1634 et 1637.

## Liste des maires

### Sous l'Ancien Régime
| Période                                  | Période | Identité       | Étiquette | Qualité |
| ---------------------------------------- | ------- | -------------- | --------- | ------- |
| Les données manquantes sont à compléter. |         |                |           |         |
| 1768                                     | 1790    | François Petit |           |         |

### De 1790 à 1944
| Période | Période | Identité                           | Étiquette | Qualité                                  |
| ------- | ------- | ---------------------------------- | --------- | ---------------------------------------- |
| 1790    | 1792    | Nicolas Hentz                      |           |                                          |
| 1792    | 1792    | Jacques Rolly                      |           |                                          |
| 1792    | 1794    | Nicolas Probst                     |           |                                          |
| 1794    | 1795    | Michel Quarante                    |           |                                          |
| 1795    | 1796    | M. Schweitzer                      |           |                                          |
| 1796    | 1797    | Mathis Kleppert                    |           |                                          |
| 1797    | 1798    | Barthélémy Dinot                   |           |                                          |
| 1798    | 1799    | Claude Albert                      |           |                                          |
| 1799    | 1800    | Jean-Frédéric Lafontaine           |           |                                          |
| 1800    | 1800    | Michel Quarante                    |           |                                          |
| 1800    | 1808    | Georges Dondeine                   |           |                                          |
| 1808    | 1814    | Jean-Philippe Milleret             |           |                                          |
| 1814    | 1816    | Germain Tailleur                   |           |                                          |
| 1830    | 1830    | Simon Gallois                      |           |                                          |
| 1830    | 1831    | Jean Poulmaire                     |           |                                          |
| 1831    | 1831    | François-Marie Delaval (1re fois)  |           |                                          |
| 1831    | 1835    | Antoine Barrault (1re fois)        |           |                                          |
| 1835    | 1836    | François-Marie Delaval (2de fois)  |           |                                          |
| 1837    | 1837    | Antoine Barrault (2de fois)        |           |                                          |
| 1837    | 1848    | Pierre-François Berteuil           |           |                                          |
| 1848    | 1852    | Claude-François Arnoult (1re fois) |           |                                          |
| 1852    | 1853    | Antoine Barrault (3e fois)         |           |                                          |
| 1853    | 1855    | Christophe Harquardio              |           |                                          |
| 1855    | 1865    | Jean-Baptiste Péan                 |           |                                          |
| 1865    | 1870    | Dominique Thirion                  |           |                                          |
| 1870    | 1872    | Claude-François Arnoult (2de fois) |           |                                          |
| 1872    | 1875    | Jean-Pierre Pêcheur                |           |                                          |
| 1875    | 1882    | Auguste Spire                      |           |                                          |
| 1882    | 1886    | Pierre Marchal                     |           |                                          |
| 1886    | 1904    | Jean-Nicolas Crauser               |           |                                          |
| 1904    | 1910    | Charles-Louis Boehm                |           |                                          |
| 1910    | 1918    | Henri Berkenheier                  |           | Pharmacien                               |
| 1918    | 1920    | François Zimmer                    |           |                                          |
| 1920    | 1933    | Gabriel Mauclaire                  | URD       | Rentier Conseiller général de Thionville |
| 1933    | 1940    | Henri Léonard                      |           |                                          |
| 1944    | 1944    | Lucien Guille                      |           |                                          |
| 1944    | 1944    | Georges Marchal                    |           |                                          |
| 1944    | 1944    | Jean-Marie Desvignes               |           |                                          |

### Depuis la Libération
| Période       | Période                    | Identité           | Étiquette            | Qualité |
| ------------- | -------------------------- | ------------------ | -------------------- | --- |
| août 1945     | mai 1960                   | René Schwartz      | RPF                  | Ancien avocat Sénateur de la Moselle (1948 → 1960) Décédé en fonction |
| juillet 1960  | mars 1977                  | Georges Ditsch     | MRP puis CD puis CDP | Avocat Conseiller général de Sierck-les-Bains (1945 → 1976) Vice-président du conseil général |
| mars 1977     | juin 1995                  | Paul Souffrin      | PCF                  | Médecin anesthésiste Sénateur de la Moselle (1983 → 1992) Conseiller régional de Lorraine (1986 → 1989) Chevalier de la Légion d'honneur |
| juin 1995     | 16 mars 2008               | Jean-Marie Demange | RPR puis UMP         | Médecin angiologue Député de la Moselle (1986 → 1988) Député de la 9e circonscription de la Moselle (1988 → 2008) Conseiller général de Thionville-Ouest (1985 → 1988) Conseiller régional de Lorraine (1992 → 1995 et 2004 → 2008) Vice-président du conseil régional (1992 → 1995) Président de la CA Portes de France-Thionville (2004 → 2008) |
| 16 mars 2008  | 4 avril 2014               | Bertrand Mertz     | PS                   | Avocat Conseiller général de Thionville-Ouest (2008 → 2015) Conseiller régional de Lorraine (1998 → 2008) Vice-président du conseil régional (2004 → 2008) 1er vice-président de la CA Portes de France-Thionville (2008 → 2014) |
| 4 avril 2014  | 15 avril 2016              | Anne Grommerch     | LR                   | Députée de la Moselle (9e circ) (2008 → 2016) Conseillère régionale de Lorraine (2010 → 2015) Présidente de la CA Portes de France-Thionville (2016 → 2016) Décédée en fonction |
| 28 avril 2016 | En cours (au 27 juin 2022) | Pierre Cuny        | LR puis Horizons     | Médecin endocrinologue, premier adjoint (2014 → 2016) Conseiller départemental de Thionville (depuis 2021) Président de la CA Portes de France-Thionville (2016 → ) Réélu pour le mandat 2020-2026 |

## Conseil municipal actuel
À l'issue du second tour des élections municipales, les 43 sièges composant le conseil municipal ont été pourvus. Actuellement, il est réparti comme suit : 

## Résultats des élections municipales

### Élection municipale de 2020
| Tête de liste                                            | Tête de liste            | Liste                    | Premier tour | Premier tour | Second tour | Second tour | Sièges | Sièges |
| Tête de liste                                            | Tête de liste            | Liste                    | Voix         | %            | Voix        | %           | CM     | CAPFT  |
| -------------------------------------------------------- | ------------------------ | ------------------------ | ------------ | ------------ | ----------- | ----------- | ------ | ------ |
|                                                          | Pierre Cuny *            | DVD-LR-LREM-MoDem-MR     | 2 886        | 32,39        | 4 015       | 41,36       | 31     | 19     |
| Thionville au cœur                                       |                          |                          | 2 886        | 32,39        | 4 015       | 41,36       | 31     | 19     |
|                                                          | Patrick Luxembourger     | DVD                      | 2 090        | 23,45        | 3 082       | 31,75       | 7      | 4      |
| Thionville le renouveau                                  |                          |                          | 2 090        | 23,45        | 3 082       | 31,75       | 7      | 4      |
|                                                          | Bertrand Mertz           | DVG-PS                   | 1 769        | 19,85        | 2 609       | 26,88       | 5      | 3      |
| Thionville Citoyens                                      |                          |                          | 1 769        | 19,85        | 2 609       | 26,88       | 5      | 3      |
|                                                          | Guy Harau                | EÉLV-PCF G.s-MR          | 1 123        | 12,60        | 2 609       | 26,88       | 5      | 3      |
| Thionville en mieux                                      |                          |                          | 1 123        | 12,60        | 2 609       | 26,88       | 5      | 3      |
|                                                          | Stéphane Reichling       | RN                       | 599          | 6,72         |             |             |        |        |
| Préservons Thionville                                    |                          |                          | 599          | 6,72         |             |             |        |        |
|                                                          | Nadya Dengel             | DVC                      | 311          | 3,49         |             |             |        |        |
| C' votre thionville                                      |                          |                          | 311          | 3,49         |             |             |        |        |
|                                                          | Guy Maurhofer            | LO                       | 132          | 1,48         |             |             |        |        |
| Lutte ouvrière - Faire entendre le camp des travailleurs |                          |                          | 132          | 1,48         |             |             |        |        |
|                                                          |                          |                          |              |              |             |             |        |        |
| Votes valides                                            | Votes valides            | Votes valides            | 8 910        | 97,71        | 9 706       | 98,17       |        |        |
| Votes blancs                                             | Votes blancs             | Votes blancs             | 81           | 0,89         | 74          | 0,75        |        |        |
| Votes nuls                                               | Votes nuls               | Votes nuls               | 128          | 1,40         | 107         | 1,08        |        |        |
| Total                                                    | Total                    | Total                    | 9 119        | 100,00       | 9 887       | 100,00      | 43     | 26     |
| Abstentions                                              | Abstentions              | Abstentions              | 16 662       | 64,63        | 15 903      | 61,66       |        |        |
| Inscrits / participation                                 | Inscrits / participation | Inscrits / participation | 25 781       | 35,37        | 25 790      | 38,34       |        |        |
| * Liste du maire sortant                                 |                          |                          |              |              |             |             |        |        |

### Élection municipale partielle de 2015
| Tête de liste                                            | Tête de liste      | Liste          | Premier tour | Premier tour | Second tour | Second tour | Sièges | Sièges |
| Tête de liste                                            | Tête de liste      | Liste          | Voix         | %            | Voix        | %           | CM     | CAPFT  |
| -------------------------------------------------------- | ------------------ | -------------- | ------------ | ------------ | ----------- | ----------- | ------ | ------ |
|                                                          | Anne Grommerch (*) | LR-UDI-MoDem   | 6 054        | 46,77        | 7 069       | 53,74       | 33     | 18     |
| Thionville au cœur                                       |                    |                | 6 054        | 46,77        | 7 069       | 53,74       | 33     | 18     |
|                                                          | Bertrand Mertz     | PS-EELV        | 5 303        | 40,97        | 6 085       | 46,26       | 10     | 5      |
| Unis pour Thionville                                     |                    |                | 5 303        | 40,97        | 6 085       | 46,26       | 10     | 5      |
|                                                          | Hervé Hoff         | FN             | 1 128        | 8,71         |             |             |        |        |
| Thionville bleu Marine                                   |                    |                | 1 128        | 8,71         |             |             |        |        |
|                                                          | Bertrand Tomasini  | PCF-FDG        | 302          | 2,33         |             |             |        |        |
| Thionville à gauche                                      |                    |                | 302          | 2,33         |             |             |        |        |
|                                                          | Guy Maurhofer      | LO             | 157          | 1,21         |             |             |        |        |
| Lutte ouvrière - Faire entendre le camp des travailleurs |                    |                | 157          | 1,21         |             |             |        |        |
|                                                          |                    |                |              |              |             |             |        |        |
| Inscrits                                                 | Inscrits           | Inscrits       | 26 294       | 100,00       | 26 294      | 100,00      |        |        |
| Abstentions                                              | Abstentions        | Abstentions    | 13 143       | 49,98        | 12 776      | 48,59       |        |        |
| Votants                                                  | Votants            | Votants        | 13 151       | 50,02        | 13 518      | 51,41       |        |        |
| Blancs et nuls                                           | Blancs et nuls     | Blancs et nuls | 207          | 1,57         | 364         | 2,69        |        |        |
| Exprimés                                                 | Exprimés           | Exprimés       | 12 944       | 98,43        | 13 144      | 97,31       |        |        |
| (*) Liste élue en 2014                                   |                    |                |              |              |             |             |        |        |

### Élection municipale de 2014
| Tête de liste                                            | Tête de liste    | Liste          | Premier tour | Premier tour | Second tour | Second tour | Sièges | Sièges |
| Tête de liste                                            | Tête de liste    | Liste          | Voix         | %            | Voix        | %           | CM     | CAPFT  |
| -------------------------------------------------------- | ---------------- | -------------- | ------------ | ------------ | ----------- | ----------- | ------ | ------ |
|                                                          | Anne Grommerch   | UMP-UDI-MoDem  | 6 438        | 42,40        | 7 548       | 45,96       | 32     | 17     |
| Thionville au cœur                                       |                  |                | 6 438        | 42,40        | 7 548       | 45,96       | 32     | 17     |
|                                                          | Bertrand Mertz * | PS-PCF-EELV    | 6 194        | 40,80        | 7 471       | 45,49       | 10     | 5      |
| Thionville unie                                          |                  |                | 6 194        | 40,80        | 7 471       | 45,49       | 10     | 5      |
|                                                          | Hervé Hoff       | FN             | 2 131        | 14,03        | 1 402       | 8,53        | 1      | 1      |
| Thionville bleu Marine                                   |                  |                | 2 131        | 14,03        | 1 402       | 8,53        | 1      | 1      |
|                                                          | Guy Maurhofer    | LO             | 418          | 2,75         |             |             |        |        |
| Lutte ouvrière - Faire entendre le camp des travailleurs |                  |                | 418          | 2,75         |             |             |        |        |
|                                                          |                  |                |              |              |             |             |        |        |
| Inscrits                                                 | Inscrits         | Inscrits       | 26 221       | 100,00       | 26 221      | 100,00      |        |        |
| Abstentions                                              | Abstentions      | Abstentions    | 10 651       | 40,62        | 9 465       | 36,10       |        |        |
| Votants                                                  | Votants          | Votants        | 15 570       | 59,38        | 16 756      | 63,90       |        |        |
| Blancs et nuls                                           | Blancs et nuls   | Blancs et nuls | 389          | 2,50         | 335         | 2,00        |        |        |
| Exprimés                                                 | Exprimés         | Exprimés       | 15 181       | 97,50        | 16 421      | 98,00       |        |        |
| * Liste du maire sortant                                 |                  |                |              |              |             |             |        |        |

### Élection municipale de 2008
| Tête de liste            | Tête de liste        | Liste                 | Premier tour | Premier tour | Second tour | Second tour | Sièges | Sièges |
| Tête de liste            | Tête de liste        | Liste                 | Voix         | %            | Voix        | %           | CM     |        |
| ------------------------ | -------------------- | --------------------- | ------------ | ------------ | ----------- | ----------- | ------ | ------ |
|                          | Jean-Marie Demange * | UMP                   | 6 931        | 49,68        | 7 488       | 48,49       | 10     |        |
| Ensemble pour Thionville |                      |                       | 6 931        | 49,68        | 7 488       | 48,49       | 10     |        |
|                          | Bertrand Mertz       | PS-PCF-Verts-DVG (UG) | 6 126        | 43,91        | 7 953       | 51,51       | 33     |        |
| Thionville pour tous     |                      |                       | 6 126        | 43,91        | 7 953       | 51,51       | 33     |        |
|                          | Fabien Engelmann     | LO                    | 894          | 6,41         |             |             |        |        |
| Lutte ouvrière           |                      |                       | 894          | 6,41         |             |             |        |        |
|                          |                      |                       |              |              |             |             |        |        |
| Inscrits                 | Inscrits             | Inscrits              | 27 267       | 100,00       | 27 268      | 100,00      |        |        |
| Abstentions              | Abstentions          | Abstentions           | 12 703       | 46,59        | 11 399      | 41,80       |        |        |
| Votants                  | Votants              | Votants               | 14 564       | 53,41        | 15 869      | 58,20       |        |        |
| Blancs ou nuls           | Blancs ou nuls       | Blancs ou nuls        | 613          | 4,21         | 428         | 2,70        |        |        |
| Exprimés                 | Exprimés             | Exprimés              | 13 951       | 95,79        | 15 441      | 97,30       |        |        |
| * Liste du maire sortant |                      |                       |              |              |             |             |        |        |

### Élection municipale de 2001
|                          | Jean-Marie Demange * | RPR            | 8 861  | 63,20  | - |  |  |  |
|                          | Bertrand Mertz       | PS             | 5 159  | 36,80  | - |  |  |  |
|                          |                      |                |        |        |   |  |  |  |
| Inscrits                 | Inscrits             | Inscrits       | 27 822 | 100,00 |   |  |  |  |
| Abstentions              | Abstentions          | Abstentions    | 13 099 | 47,08  |   |  |  |  |
| Votants                  | Votants              | Votants        | 14 723 | 52,92  |   |  |  |  |
| Blancs ou nuls           | Blancs ou nuls       | Blancs ou nuls | 703    | 4,77   |   |  |  |  |
| Exprimés                 | Exprimés             | Exprimés       | 14 020 | 95,23  |   |  |  |  |
| * Liste du maire sortant |                      |                |        |        |   |  |  |  |